# Paji
Paji is een bestuurslaag in het regentschap Lamongan van de provincie Oost-Java, Indonesië. Paji telt 2117 inwoners (volkstelling 2010).